# Рева, Григорий Васильевич
Григо́рий Васи́льевич Ре́ва (укр. Григорій Васильович Рева; род. 2 февраля 1947, село Тальки) — Министр Украины по вопросам чрезвычайных ситуаций и по делам защиты населения от последствий Чернобыльской катастрофы в 2002—2005 годах.

## Биография
Родился 2 февраля 1947 года в Житомирской области
Образование: Харьковское пожарно-техническое училище МООП УССР (1968); Высшая инженерная пожарно-техническая школа МВД СССР (1974).
- 1968—1970 — начальник караула военизированной пожарной части отдела ПО МВД СССР.
- 1974 — старший инструктор профилактики 2-й военизированной пожарной части.
- 1974—1978 — инженер, старший инженер.
- С 1978 — начальник 10-й военизированной пожарной части.
- 1979—1984 — начальник отделения службы и подготовки.
- 1984—1991 — заместитель начальника по полит. части, заместитель начальника по работе с личным составом ОГПС № 26 Главного управления пожарной охраны МВД СССР.
- 1991—1992 — начальник отдела пожарной охраны № 26 Главного управления пожарной охраны и АРР МВД СССР.
- С 1992 — начальник отдела Государственной пожарной охраны № 1 при Главном управлении Государственной пожарной охраны МВД Украины.
- С июня 1995 — 1-й заместитель начальника, с марта 1998 — начальник Главного управления Государственной пожарной охраны МВД Украины.
- 11 июня — 30 ноября 2002 — начальник Государственного департамента пожарной безопасности МВД Украины.
- С 30 ноября 2002 по 20 июля 2004 года — Министр Украины по вопросам чрезвычайных ситуаций и по делам защиты населения от последствий Чернобыльской катастрофы[1][2].
- С 20 июля 2004 по 3 февраля 2005 года — Министр Украины по вопросам чрезвычайных ситуаций[3][4].
- С декабря 2002 — член Совета нац. безопасности и обороны Украины.
- С декабря 2002 — заместитель. председателя Государственной комиссии по вопросам техногенно-экологической безопасности и чрезвычайных ситуаций.
- С 2003 — заместитель председателя Межведомственной комиссии по рассмотрению и решению вопросов соц. защиты граждан, пострадавших вследствие Чернобыльской катастрофы.
- Ноябрь 2003 — июнь 2005 — член Антикризисного центра.

## Звания и награды
Генерал-полковник внутренней службы. Заслуженный работник МВД.
Кандидат технических наук
Орден «За заслуги» III,II,I ст. Медали «За отвагу на пожаре», «За безупречную службу» III, II, I ст. Почетный знак МЧС Украины. Почётный знак МВД. Рыцарский крест Святого Дмитрия Солунского III ст. (УПЦ).
В настоящее время возглавляет Федерацию пожарно-прикладного спорта Украины.

## Семья
Сын — Виталий Рева — профессиональный футболист. Выступал за сборную Украины.